# Fatou Tambédou
Fatou Tambédou est une athlète sénégalaise. 

## Biographie
Fatou Tambédou est médaillée de bronze du saut en longueur aux championnats d'Afrique 1988 à Annaba.